# Pavona divaricata
Pavona divaricata är en korallart som beskrevs av Jean-Baptiste Lamarck 1816. Pavona divaricata ingår i släktet Pavona och familjen Agariciidae. Inga underarter finns listade i Catalogue of Life.